# Районные будни
«Районные будни» — старейшая газета Рыльска и Рыльского района.
До 1989 года газета называлась «За изобилие». В настоящее время учредителем газеты является Комитет информации и печати Курской области. Независимость от районной и городской власти позволяет редакции объективно освещать события в Рыльском районе..

## История
Первый номер «Районных будней» (под названием «Известия Рыльского революционного комитета») вышел в свет 23 ноября 1918 года. Это был агитационный листок, выходящий на двух полосах три раза в неделю, публикующий воззвания к населению бороться с бандитскими формированиями, первые приказы советских органов власти. В последующие 2-3 года газета сменила несколько названий: «Известия Рыльского Исполкома и уездного комитета Р. К.П. (большевиков)» (1919), «Красная Искра» (1920), «Рыльская правда» (1922). В 1930 году газета сменила название на «Знамя колхоза». Как единственный источник информации газета играла важнейшую роль в политической жизни Рыльского уезда а затем и района.
В годы Великой Отечественной войны, во время оккупации Рыльска немецко-фашистскими войсками (с 5 октября 1941 года) выпуск газеты был прекращен. Но газета не прекращала издаваться в виде листовок, распространяемых рыльскими подпольщиками. Редакция газеты «Знамя колхоза» возобновила издание газеты в селе Ивановском в 25 километрах от города сразу же после освобождения левобережья Рыльска 29 апреля 1943 года.

С 14 апреля 1962 года газета носила название «За изобилие» и выпускалась для нескольких районов Рыльского территориально-производственного колхозно-совхозного управления до 1963 года, а позднее в границах района. При редакции газеты начало работу литературное объединение, которое сегодня называется «Рыльские зори».

С 1 июля 1989 года газета носит название «Районные будни», предложенное коллективом краеведческого музея города Рыльска. Название позаимствовано у серии очерков известного советского писателя Валентина Овечкина, неоднократно бывавшего в Рыльском районе.

Сегодня «Районные будни» — главная газета Рыльска и Рыльского района, которая выходит два раза в неделю: по средам и пятницам. С 2007 года газета выходит в двух цветах (синий и чёрный). С мая 2012 года по пятницам выходит многоцветный номер газеты. Формат газеты — A3, тираж — более 7 000 экз. 

Газета освещает все сферы жизни района: экономику, социальные проблемы, право, культуру и прочие. Работают сайт газеты, рекламный отдел. Хорошо развита система обратной связи с читателями. 

В штате «Районных будней» трудятся 13 человек, в том числе 6 творческих работников, то есть журналистов и фотографов, остальные — персонал, обеспечивающий выпуск газеты, и отдел рекламы. С газетой также тесно сотрудничают 6 постоянных внештатных корреспондентов.

## Известные журналисты и сотрудники
- В 1920-22 гг. в газете «Красная Искра» (позднее «Рыльская правда») работал журналистом, а затем редактором советский журналист, искусствовед и общественный деятель Леонид Петрович Клевенский (1894—1977), основатель Челябинской картинной галереи.[5][6]
- У истоков создания Литературного объединения при редакции газеты «Знамя колхоза» в 1961 году стоял раб.корр. районки рыльский писатель и поэт, фронтовик Василий Семёнович Алёхин (1925—2006) — автор романов «Сполохи над Сеймом» (1983), «Пуля на двоих» (1986) «Висожары» (2003) и др. Сапёр В. С. Алёхин потерял на фронте руку и лишился зрения. В 2010 году Курской специальной библиотеке для слепых присвоено имя В. С. Алёхина.[6][7][8][9][10]
- С 1961 года был активным участником, а позднее и руководителем литобъединения «Рыльские зори» поэт, писатель, краевед Вениамин Германович Саранских (1935—2012), основатель альманаха «Рыльское Присеймье» («Междуречье»), международного (российско-украинско-белорусского) альманаха «Славянские колокола».[11][12][13][14]
- Газета «Районные будни» была кузницей кадров для областных и общероссийских газет. В разное время в рыльской редакции работали журналисты: Виктор Чемодуров («Российская газета»), Михаил Чемодуров («Курская правда»), Анна Белунова («Курская правда»), Станислав Герасименко («Курская правда»).[4][15]